# Patrícia Dantas
Cláudia Patrícia Homem de Gouveia Dantas  (Moçambique, 1972) geralmente conhecida como Patrícia Dantas, é uma economista e política portuguesa. É deputada do PPD/PSD.CDS-PP à Assembleia da República pelo círculo eleitoral da Madeira.

## Biografia
Patrícia Dantas nasceu em Moçambique em 1972, filha de João Heliodoro da Silva Dantas, antigo presidente da Câmara Municipal de Câmara de Lobos (1977-1983) e do Funchal (1984-1990), e de Elsa Homem de Gouveia Pinto da Silva. À época do seu nascimento, João Dantas prestava serviço como oficial do exército na Polícia de Segurança Pública de Moçambique, cargo que exerceu de 1964 a 1974.
É licenciada em Economia pela Nova SBE-School Business of Economics, com pós-graduação em M@nagment.com no INDEG-ISCTE Business School, e pós graduação em Finanças pela Universidade Católica de Portugal.
De outubro de 2005 a outubro de 2017 foi presidente executiva da Startup Madeira/BIC-Business Innovation Center Madeira, anteriormente conhecido como CEIM-Centro de Empresas e Inovação da Madeira.
De abril de 2015 a julho de 2017 foi presidente da Assembleia Geral da BICs- Associação dos Centros de Empresa e Inovação.
De abril a julho de 2016 foi assistente convidada da UMa-Universidade da Madeira para lecionar a cadeira de Empreendedorismo no mestrado de Ecoturismo.

## Atividade política
Patrícia Dantas é militante do PSD-Madeira.
A 17 de novembro de 2017, foi nomeada Diretora Regional Adjunta de Economia do Governo Regional da Madeira, em regime de comissão de serviço, pelo período de três anos, por despacho assinado pelo vice-presidente regional, Pedro Calado.
Em janeiro de 2019, era diretora regional Adjunta dos Assuntos Parlamentares, Relações Externas e da Coordenação, cargo que mantinha em agosto de 2021 quando foi mandatada pelo Governo Regional da Madeira para representar a Região e exercer todos os seus direitos, enquanto acionista única da Assembleia Geral de sócios da Empresa de Eletricidade da Madeira. A decisão viria a ser revogada a 12 de agosto, sendo substituída por José Manuel Soares Mota naquela reunião.
Em setembro de 2021, durante a votação para as eleições autárquicas, nas quais era apoiante da coligação Funchal Sempre à Frente, foi alvo de queixa apresentada contra si na Comissão Nacional de Eleições pela mandatária da coligação Confiança, Violante Saramago Matos, por afirmações proferidas no interior de uma secção de voto da Escola da Ajuda, no Funchal.
Em dezembro de 2021, foi candidata pela coligação Madeira Primeiro, que juntou o PPD/PSD e o CDS-PP, às eleições legislativas portuguesas de 2022, vindo a ser eleita.

### XV Legislatura
A 30 de janeiro de 2022, Patrícia Dantas foi eleita deputada pelo PPD/PSD.CDS-PP para a Assembleia da República pelo círculo eleitoral da Madeira.

## Processo da AIMinho
Em novembro de 2018, uma investigação do programa Sexta às 9, da RTP1, colocou Patrícia Dantas como arguida no megaprocesso da Associação Industrial do Minho (AIMINHO), entretanto falida, envolvendo apoios comunitários. Segundo a investigação, em 2017 Patrícia Dantas havia sido acusada pelo Departamento Central de Investigação e Ação Penal (DCIAP) de obtenção fraudulenta de subsídio, irregularidade alegadamente cometida à época em que era presidente do CEIM. Segundo a reportagem, o Ministério Público acredita que os documentos passados por Patrícia Dantas, de serviços prestados, foram falsificados, referindo que, nas buscas efetuadas pela Polícia Judiciária à sede do CEIM, a 7 de julho de 2017, não foi possível localizar e apreender quaisquer evidências dos serviços prestados. Em interrogatório, Patrícia Dantas disse que os relatórios haviam sido efetivamente realizados, e entregues em mão a um responsável pela Oficina de Inovação, empresa à qual havia sido prestado o serviço, num encontro na Irlanda. Sobre o processo, Patrícia Dantas afirmou ao “Sexta às 9” que o CEIM limitara-se a prestar um serviço de consultoria, admitindo que os relatórios não se encontravam no edifício na altura das buscas, mas que os havia feito chegar às autoridades no dia seguinte. Segundo a investigação, os documentos deram entrada no DCIAP um mês depois. À investigação, Dantas afirmou-se tranquila e confiante que todas as situações serão esclarecidas nos tribunais.
Na sequência da reportagem, o PS-Madeira pediu a demissão da diretora regional adjunta. Em nota enviada à imprensa no dia seguinte à emissão da reportagem, Patrícia Dantas informou que o processo ainda se encontra em fase de instrução, e que tenciona prestar todos os esclarecimentos necessários ao Ministério Público. Afirmou não ter intenção de se demitir, colocando, no entanto, o lugar à disposição da presidência do governo, caso entendessem o contrário. Na nota, Dantas avançou várias informações sobre o processo, referindo que se trata de um processo que começou a ser investigado em 2012, para o qual apenas em meados de 2017 lhe foram solicitados esclarecimentos, relativos à sua anterior função de presidente da Startup Madeira/CEIM. Está em causa a elaboração de dois relatórios no valor global de 10.000 euros mais IVA, num processo que ascende, na totalidade, aos 10 milhões de euros. Segundo Dantas, houve uma prestação de serviço, devidamente faturada e liquidada pela Oficina de Inovação, cujo valor recebido ficou na CEIM, nunca tento existido qualquer envolvimento pessoal nem profissional quer do CEIM, quer seu, com a AIMinho, nem envolvimento de qualquer apoio comunitário sobre o montante recebido, descartando qualquer acusação de fraude. No mesmo sentido, também o PSD-Madeira emitiu um comunicado afirmando que o envolvimento de Dantas e do CEIM se deu por arrastamento, uma vez que o CEIM prestara serviços à Oficina da Inovação, que por sua vez estava relacionada com a AI Minho, afirmando não existir qualquer relacionamento direto entre o CEIM e a AI Minho, nem com os factos constantes da acusação.